# Victor Hochepied
Victor Fernand Hochepied (* 29. Oktober 1883 in Lille; † 26. März 1966 ebenda) war ein französischer Schwimmer.

## Karriere
Hochepied nahm 1900 an den Olympischen Spielen in Paris teil. In den Individualdisziplinen über 200 m Freistil und 200 m Hindernis schied er jeweils im Vorlauf aus. Im Mannschaftswettbewerb über 200 m gewann er mit den Schwimmern von Tritons Lilloise die Silbermedaille.
Sein Bruder Maurice Hochepied nahm ebenfalls an den Olympischen Spielen 1900 teil.